# アラバマ (BB-8)
アラバマ（USS Alabama, BB-8）は、アメリカ海軍の戦艦。イリノイ級戦艦の2番艦。艦名はアラバマ州にちなむ。その名を持つ艦としては2隻目。

## 艦歴
アラバマは1896年12月1日にペンシルベニア州フィラデルフィアのウィリアム・クランプ・アンド・サンズ社で起工し、1898年5月18日にメアリー・モーガン（ジョージア州選出上院議員ジョン・T・モーガンの娘）によって命名、進水、1900年10月16日に初代艦長ウィラード・H・ブラウンソン大佐の指揮下就役した。
就役後は北大西洋ステーションに配属されたが、アラバマは翌年初めまで部隊との活動を開始しなかった。12月13日までフィラデルフィアに留まり、続いてニューヨークへの短期巡航を行った。
1918年11月11日に休戦協定が成立し、アラバマの新兵訓練は継続したが、その規模は縮小し始めた。1919年2月から3月の間、アラバマは冬季演習のため西インド諸島へ向かった。4月半ばにフィラデルフィアに帰還し、修理の後海軍兵学校生の夏季訓練巡航のためアナポリスに向かった。5月28日、29日にフィラデルフィアからアナポリスへの短期巡航を行った。6月9日、184名の士官候補生を乗せアナポリスを出航する。巡航の前半においてアラバマは西インド諸島を訪問し、パナマ運河を通過した。7月半ばにニューヨークおよびニューイングランド沿岸に向けて出航した。8月には南へ向かい、訓練海域での演習を行う。8月末にアナポリスで士官候補生を下艦させ、フィラデルフィアに帰還した。

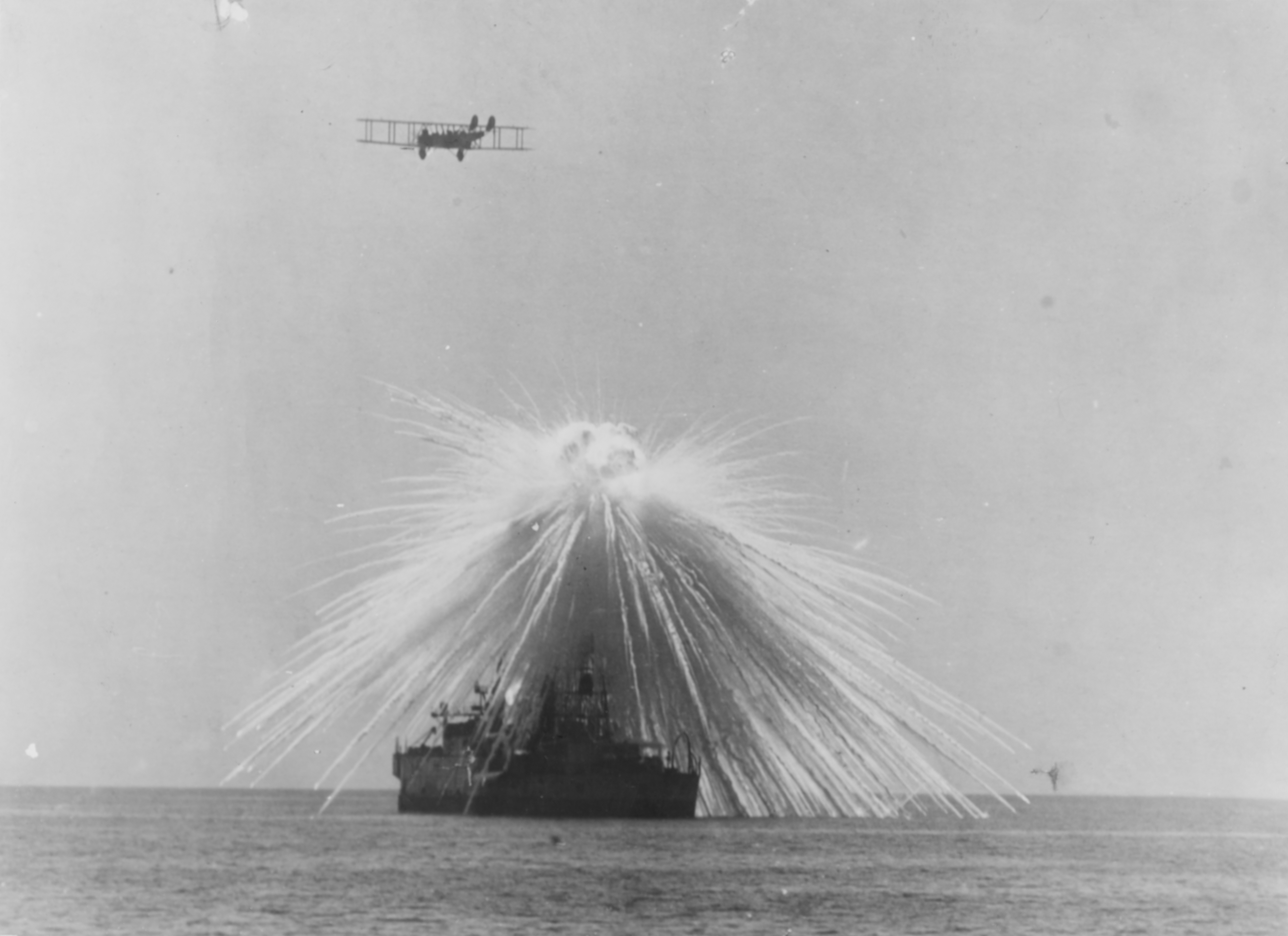
ウィリアム・ミッチェル将軍によるアラバマへの爆弾投下、1921年9月

フィラデルフィアで9ヶ月以上保管された後、アラバマは1920年5月7日に退役した。1921年9月15日にアラバマは標的艦として使用されるため陸軍省に移管され、海軍から除籍された。陸軍航空部の飛行機による爆弾投下実験がチェサピーク湾で行われ、アラバマは1921年9月27日に浅い海域で沈没した。1924年3月19日、アラバマの沈没した船体はスクラップとして売却された。